# Pandercetes gracilis
Espèce
Pandercetes gracilis est une espèce d'araignées aranéomorphes de la famille des Sparassidae.

## Distribution
Cette espèce se rencontre à Sulawesi, aux Moluques, en Nouvelle-Guinée et au Queensland.

## Publication originale
- (de) L. Koch, 1875 : Die Arachniden Australiens. Nürnberg, vol. 1, p. 577-740 (texte intégral).